# 内尔斯海峡

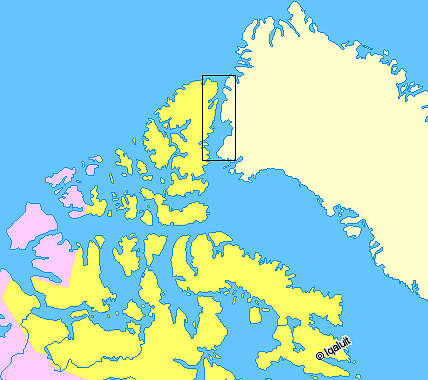
内尔斯海峡
努納福特
西北地区
格陵兰

内尔斯海峡（英語：Nares Strait），是格陵兰和埃尔斯米尔岛之间的海峡，南连巴芬湾，北通林肯海。
该海峡得名于英国航海家乔治·斯特朗·内尔斯，1964年得到加拿大和丹麦双方的认可。
内尔斯海峡常年冰封，仅在每年8月前后的数周内破冰船可以通航。海峡内的汉斯岛原为加拿大和格陵兰之间的争议领土，但於2022年宣布協議劃分漢斯島，島上因此出現加拿大與歐洲的首條陸地邊界。